# Мишел Хунцикер
Мишел Ивон Хунцикер је швајцарско-италијанска водитељка, глумица, модел и певачица, рођена 24. јануара 1977, у Соренгу, Швајцарска.